# جینا رودریگز
جینا رودریگز (انگلیسی: Gina Rodriguez؛ زادهٔ ۳۰ ژوئیهٔ ۱۹۸۴) هنرپیشه اهل ایالات متحده آمریکا است. وی از سال ۲۰۰۵ میلادی تاکنون مشغول فعالیت بوده‌است.
او در سال ۲۰۱۵ میلادی برندهٔ جایزه گلدن گلوب بهترین بازیگر زن فیلم موزیکال یا کمدی بابت هنرنمایی در مجموعهٔ تلویزیونی «جـِین باکره» شد.

## گزیدهٔ آثار

### تلویزیون
- جسور و زیبا (۲۰۱۲–۲۰۱۱)
- منتالیست (۲۰۱۱)
- ۱۰ چیز دربارهٔ تو که ازشان متنفرم (۲۰۱۰)
- نظم و قانون (۲۰۰۴ و ۲۰۰۸)

### سینما
- دیپ‌واتر هورایزن (۲۰۱۶)
- نابودی (۲۰۱۸)
- پاکوچولو (۲۰۱۸)
- یک شخص عالی (۲۰۱۹)